# How Does It Feel?
How Does It Feel? è un singolo del gruppo musicale australiano Tonight Alive, il quarto estratto dal loro terzo album in studio Limitless, pubblicato il 10 gennaio 2016.

## La canzone
Parlando del brano, la cantante Jenna McDougall ha detto:
Sviluppata da un'idea nata nel periodo dei Festival di Reading e Leeds del 2014, la canzone è stata costruita attorno alla sua linea di batteria. Il testo, secondo Jenna, parla dei tipi di relazioni manipolatorie in cui "la maggior parte di noi incontrerà durante la sua vita", che siano platoniche o romantiche.

## Video musicale
Il video ufficiale del brano, pubblicato il 10 gennaio 2016, è stato diretto da David Burrowes.

## Tracce
Testi e musiche di Jenna McDougall, Whakaio Taahi, David Hodges e Cameron Walker.
1. How Does It Feel? – 3:29

## Formazione
Tonight Alive
- Jenna McDougall – voce
- Whakaio Taahi – chitarra solista, tastiera
- Jake Hardy – chitarra ritmica
- Cam Adler – basso
- Matt Best – batteria, percussioni

Altri musicisti
- David Hodges – pianoforte
- Douglas Allen – tastiera, programmazione, effetti
- Steve Solomon – tastiera, programmazione
- Brian Robbins – programmazione
- Greg Johnson – effetti